# بوقلال (مكناسة الشرقية)
بوقلال هي إحدى مشيخات المملكة المغربية، تتبع جغرافيا لإقليم تازة وإداريًا لمكناسة الشرقية. يقدر عدد سكانها بـ 1314 نسمة حسب الإحصاء الرسمي للسكان والسكنى لسنة 2004.